# Ronaldo Menéndez
Ronaldo Menéndez (Havana, (Cuba), 1970) é um escritor cubano.  É licenciado em História da Arte.
Autor de novelas e relatos, suas narrações têm aparecido em numerosas antologias na América Latina, Espanha, Estados Unidos, Alemanha e França.
Colaborou durante anos como crítico literário e de arte com as principais revistas especializadas cubanas, e como colunista no diário O Comércio de Lima, cidade em que também foi professor de Jornalismo em centros de educação superior, dantes de se instalar em Madrid em dezembro de 2004.
Actualmente reside em Madrid, dando aulas de técnicas narrativas, colabora com diversas publicações periódicas como editor literário.
A sua última obra é Rojo aceituna (Editorial Páginas de Espuma, 2014), um livro acompanhado de ilustrações em que se misturam reflexão, aventuras e literatura de viagens.
Sobre Rio Quibú (Editorial Lengua de Trapo, 2008), Peio Hernández do diário Público escreveu: «Ronaldo é um dos mais finos escritores do momento. Um delicado ourives que se destaca pela perícia na tensão e agudeza na estrutura, produto de uma exigente dedicação à investigação do relato curto. Também suas novelas se lêem como contos e assim sucede na cada um dos capítulos de Rio Quibú. Apenas consegues ficar agarrado às capas do livro, enquanto te explodem na cara, um atrás de outro, todo o tipo de acontecimentos. Solta sementes de vez em quando, que florescem ao longo da leitura».
De Las Bestias (Editorial Língua de Trapo, 2006) o escritor Juan Bonilla escreveu no El Mundo o seguinte: «A novela é vertiginosa, a prosa de Ronaldo Menéndez, de uma eficácia que faz recordar aos grandes mestres americanos do género negro. Ritmo taquicárdico, diz-se na contra capa da novela: é verdade. A novela atinge velocidade supersónica e dirige-se para um final catastrófico, não sem dantes propor, em etapas, algumas reflexões imponentes a respeito do próprio sentido da ficção».
Ronaldo Menéndez é também um dos jovens autores mais destacados no género do relato breve e foi eleito por Eduardo Becerra para fazer parte do elenco de autores do livro colectivo El Arquero Inmóvil: Nuevas poéticas del cuento (Páginas de Espuma, 2006), com outros escritores como Andrés Neuman, Eloy Tizón, Fernando Iwasaki, Rodrigo Fresán, Ana María Shua ou Marcelo Cohen. 
Participou no ano 2007 no evento literário Bogotá39.

## Obras

### Romances
- La piel de Inesa (1999) (Editorial Lengua de Trapo).
- Las bestias (2006). (Editorial Lengua de Trapo)
- Río Quibú (2008). (Editorial Lengua de Trapo)

### Livros de Relatos
- Alguien se va lamiendo todo (1990).
- El derecho al pataleo de los ahorcados (1997). (Editorial Lengua de Trapo)
- De modo que esto es la muerte (2002). (Editorial Lengua de Trapo).
- Covers. En soledad y compañía (2010). (Editorial Páginas de Espuma).

### Livros Colectivos
- El Arquero Inmóvil. Nuevas poéticas del cuento - Editor, Eduardo Becerra (Editorial Páginas de Espuma, 2006)
- Líneas aéreas (Lengua de Trapo, 1999)
- Nuevos narradores cubanos (Siruela, 1998)

### Outros
- Cinco golpes de genio. Técnicas fundamentales en el arte de escribir cuentos (2013). (Alba Editorial).
- Rojo aceituna. Un viaje a la sombra del comunismo (Editorial Páginas de Espuma, 2014)

## Prémios
- Prêmio David de Cuba (1990)
- Prêmio Casa das Américas de Cuba (1997)
- Premeio Língua de Trapo de Narrativa (1999)